# Groupe de chasse 3/6 Roussillon
Le Groupe de chasse 3/6 Roussillon (initialement Groupe de chasse III/6) est une unité de combat de l’armée de l’air française, formée le 1er mai 1939, à Chartres (future base aérienne 122 Chartres-Champhol) dissoute après le 8 mai 1945. Elle a combattu dans la campagne 1939-1940, dans la campagne de Syrie (armée de l’air de l’État français), en Afrique du Nord (engagée dans le Coastal Command), dans la Campagne d’Italie, dans celle d’Allemagne et dans celle de Bordeaux.
Ses deux insignes, « tragedia e commedia »), représentent l’un le masque féroce (adopté par la 5e Escadrille), l’autre le masque souriant (celui de la 6e).
Ses hommes ont inspiré à Marc Lissy le roman Chasseurs, mes frères.

## Historique

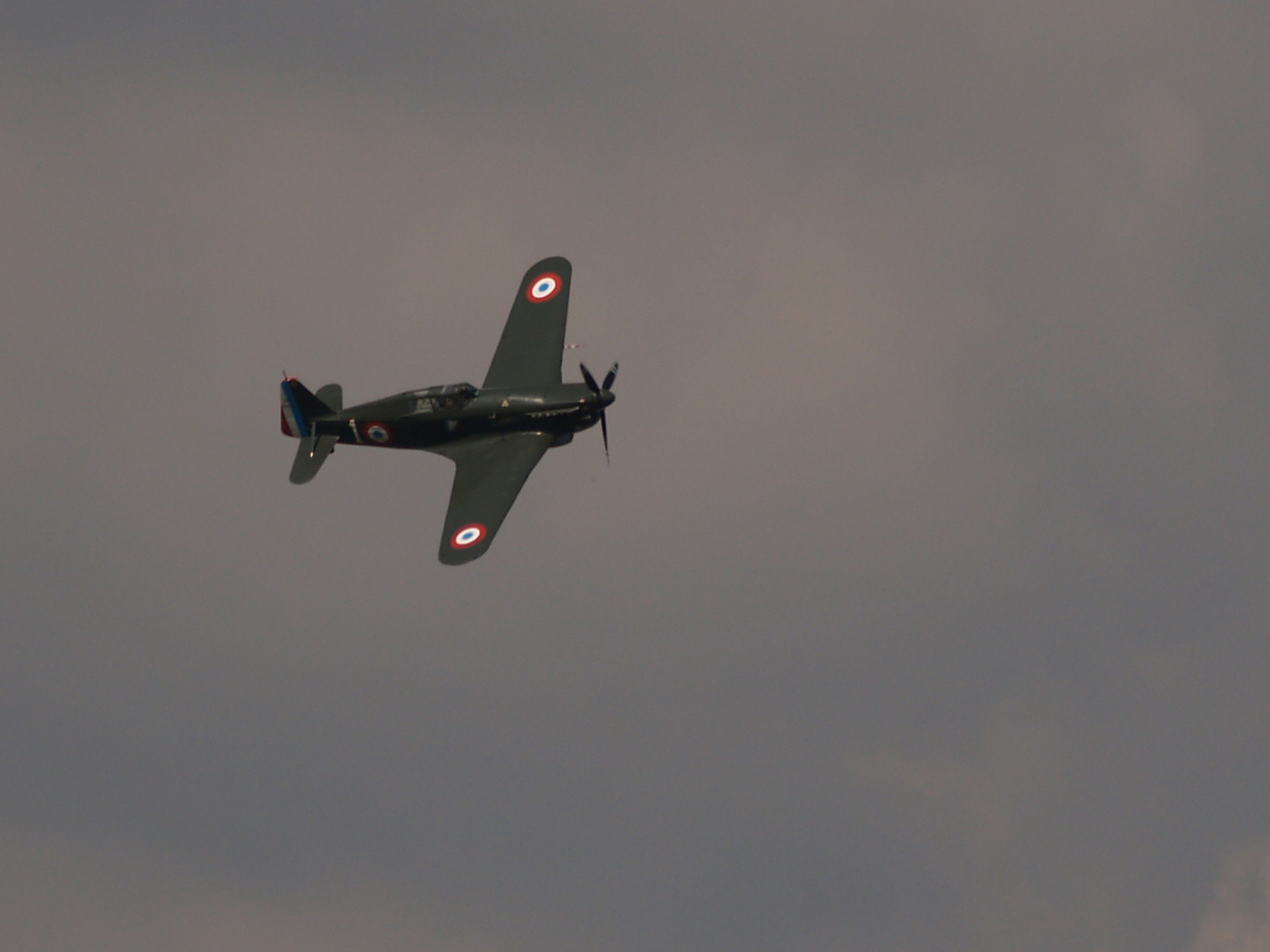
Un MS.406 à Rennes, en 2007.

Le Groupe de chasse III/6 est créé à Chartres le 1er mai 1939 (sur le terrain qui deviendra ultérieurement la base aérienne 122 Chartres-Champhol). Équipé de 26 Morane-Saulnier MS.406 neufs, il compte 21 pilotes. Le 27 août il rejoint Villacoublay, où il se trouve au moment de la déclaration de guerre, le 3 septembre.

### Campagne 1939-1940
Quittant Chartres le 28 août 1939, le 4 septembre 1939, basé à Bouillancy, le groupe, inclus dans le dispositif de D.A.T. (Défense aérienne du territoire) de Paris, a pour mission de protéger la capitale et la basse vallée de la Seine. Intégré au Groupement de chasse 24, il se déplace le 15 novembre 1939 à Wez-Thuisy, près de Reims. C’est là que trois pilotes polonais intègrent la 5e Escadrille. C’est là que le sergent-chef Le Gloan, en collaboration avec le lieutenant Martin, offre au groupe ses deux premières victoires.  Le 30 avril 1940, le G.C. III/6 est déplacé au Groupement 23, à Chissey-sur-Loue, près d’Arbois.
Le 10 mai 1940, l’Allemagne attaque la France. Les 418 avions de chasse français s’opposent à 2 650 bombardiers allemands, escortés de 1 300 chasseurs. Le 20 mai, le G.C. III/6 se déplace à Coulommiers. Du 10 au 25 mai, il abat neuf avions ennemis. Mais, au terme de ces combats et d’un bombardement subi le 25 mai, il n’a plus que quatre avions.

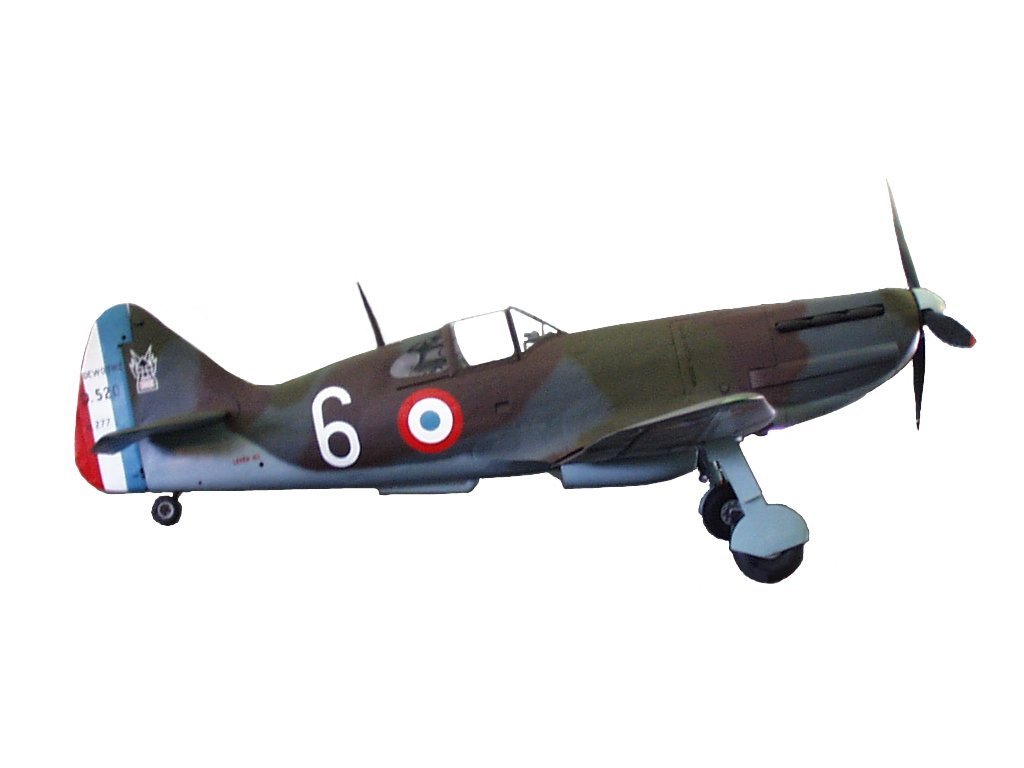
Un D.520 de la 5e Escadrille, au musée de l’Air et de l’Espace, Le Bourget. Il s'agit du n° 277 de Pierre Le Gloan, pilote de la Seconde Guerre mondiale ayant remporté le plus de victoires (14) sur ce type d'appareil.

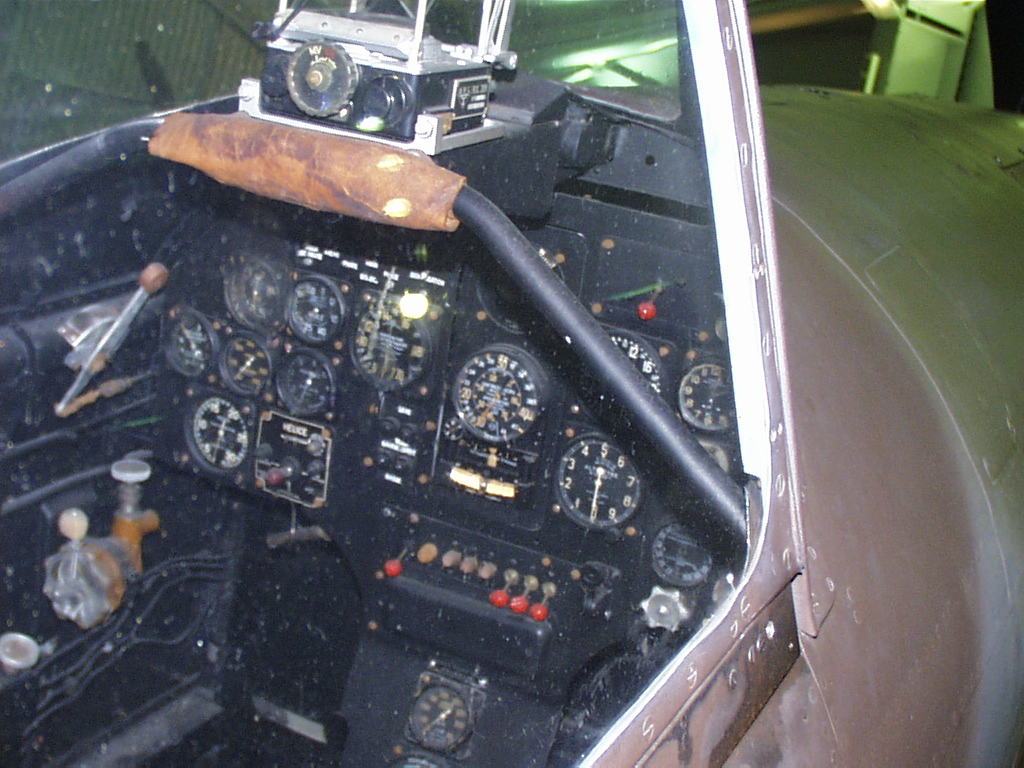
Le cockpit du D.520, au musée de l’Air et de l’Espace, Le Bourget.

Le G.C. III/6 est rattaché à l’armée des Alpes, pour parer la menace d’une attaque italienne. Le 31 mai, il est basé au Luc. C’est là qu’il perçoit, le 8 juin, ses quatre premiers Dewoitine D.520. Le 10 juin, l’Italie déclare la guerre à la France. Le 13, les premiers Dewoitine sont opérationnels et l’adjudant Le Gloan abat deux bombardiers italiens BR.20. Le 15, il devient, sans avoir eu le temps de se munir de son parachute, le premier pilote de la Seconde Guerre mondiale à abattre cinq avions en une seule sortie.
Le 16 juin, le groupe est enfin équipé de 27 Dewoitine, mais trop tard. C'est l'arrêt des combats pour les aviateurs français. Huit cents appareils vont être évacués vers l'Afrique du Nord. Le 17, le groupe reçoit l’ordre de se replier sur Perpignan-La Salanque.
Après deux jours à La Salanque, le groupe se pose le 20 juin sur le terrain d’Alger-Maison Blanche, où il apprend la signature de l’armistice (22 juin). Au terme de cette campagne 1939-1940, le G.C. III/6 compte quatre pilotes tués au combat, deux en service aérien, trois blessés, deux faits prisonniers et 21 victoires officielles.

### Campagne de Syrie-Liban(mai à juillet 1941)
Le groupe rejoint Constantine le 24 juin 1940. Il est basé à Alger à compter du 12 juillet, à Casablanca à compter du 28 octobre et de nouveau à Alger à compter du 12 juillet.
Le 24 mai 1941, le groupe (26 Dewoitine et 6 avions de transport) fait route vers la Syrie, alors sous mandat français, et menacée d’invasion par les 34 400 combattants du général anglais Wilson (surtout des Australiens, appuyés de 5 000 Français libres). Les Britanniques lancent l’offensive le 8 juin. Le G.C. III/6 opère d'abord à partir de Rayak (Liban) puis, du 27 juin au 8 juillet, à partir d'Alep-Nerab (Syrie).
Les combats cessent le 12 juillet. Le G.C. III/6 gagne Athènes pour y renouveler le matériel. Le 14 juillet, la convention de Saint-Jean-d’Acre est signée. Le lendemain le groupe rejoint Alger. Il compte au terme de cette éprouvante campagne cinq pilotes tués, trois faits prisonniers, 23 victoires, dont 19 homologuées.

### Coastal Command(août 1943 à août 1944)
Dans la nuit du 7 au 8 novembre 1942, c’est le débarquement allié à Casablanca, Oran et Alger. Dans le brouillard, aucun avion du G.C. III/6 ne peut décoller. À sept heures, sa base est occupée.
L’amiral Darlan, commandant en chef des armées, se trouve par hasard à Alger, ce jour-là. Il se rallie aux Américains.

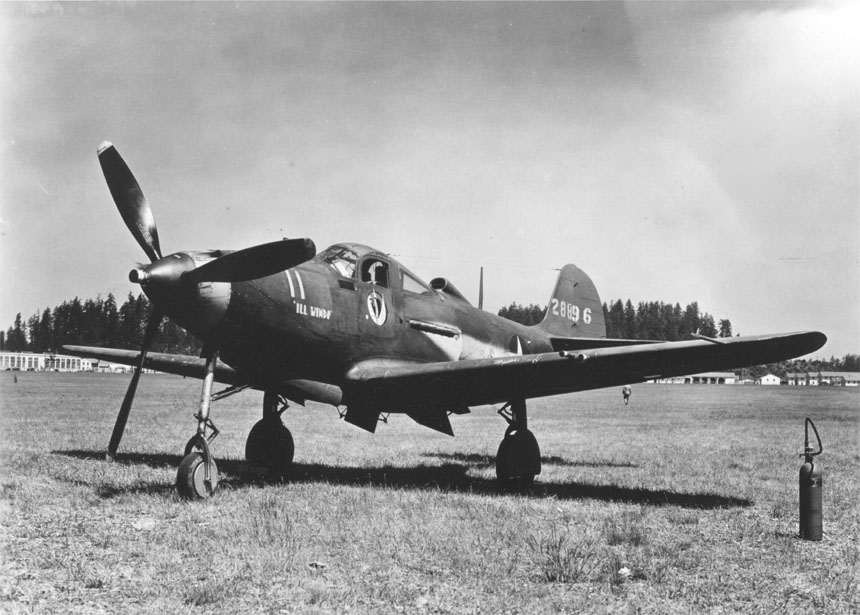
Un P-39N Airacobra.

Le G.C. III/6 va être réorganisé, équipé de matériel américain, afin de reprendre la lutte contre l’Allemagne. Il s’installe à Oued-Smar (Algérie, 10 novembre 1942), puis à Ain Sefra (21 janvier 1943). Pour les pilotes et les mécaniciens, c’est une période de formation au nouveau matériel, dans les écoles américaines. Le 1er mai 1943, le groupe perçoit ses premiers P-39N Airacobra. Il est basé à Berkane (Maroc, 19 juin 1943).
Le 1er août 1943, il prend le nom de Groupe de chasse 3/6 Roussillon. Basé à Lapasset (actuelle Sidi Lakhdar) (Algérie) le 3 août, il est engagé dans le Coastal Command d’Afrique du Nord, aviation côtière dont le rôle consiste en missions de reconnaissance, de liaison, de sauvetage, de protection de convois et d'attaque. C’est un travail ingrat, dangereux, épuisant et monotone, bien différent de celui de la chasse pure. Le groupe est à Djidjelli-Taher (Algérie, 25 avril 1944), et enfin à Bône-Les Salines (Algérie, 15 août 1944) où il prépare son départ pour la métropole. Il est alors aux ordres du commandant Clausse. Au cours de la période Coastal Command, il a perdu trois pilotes en service aérien commandé, et abattu trois Dornier.

### Campagne d’Italie

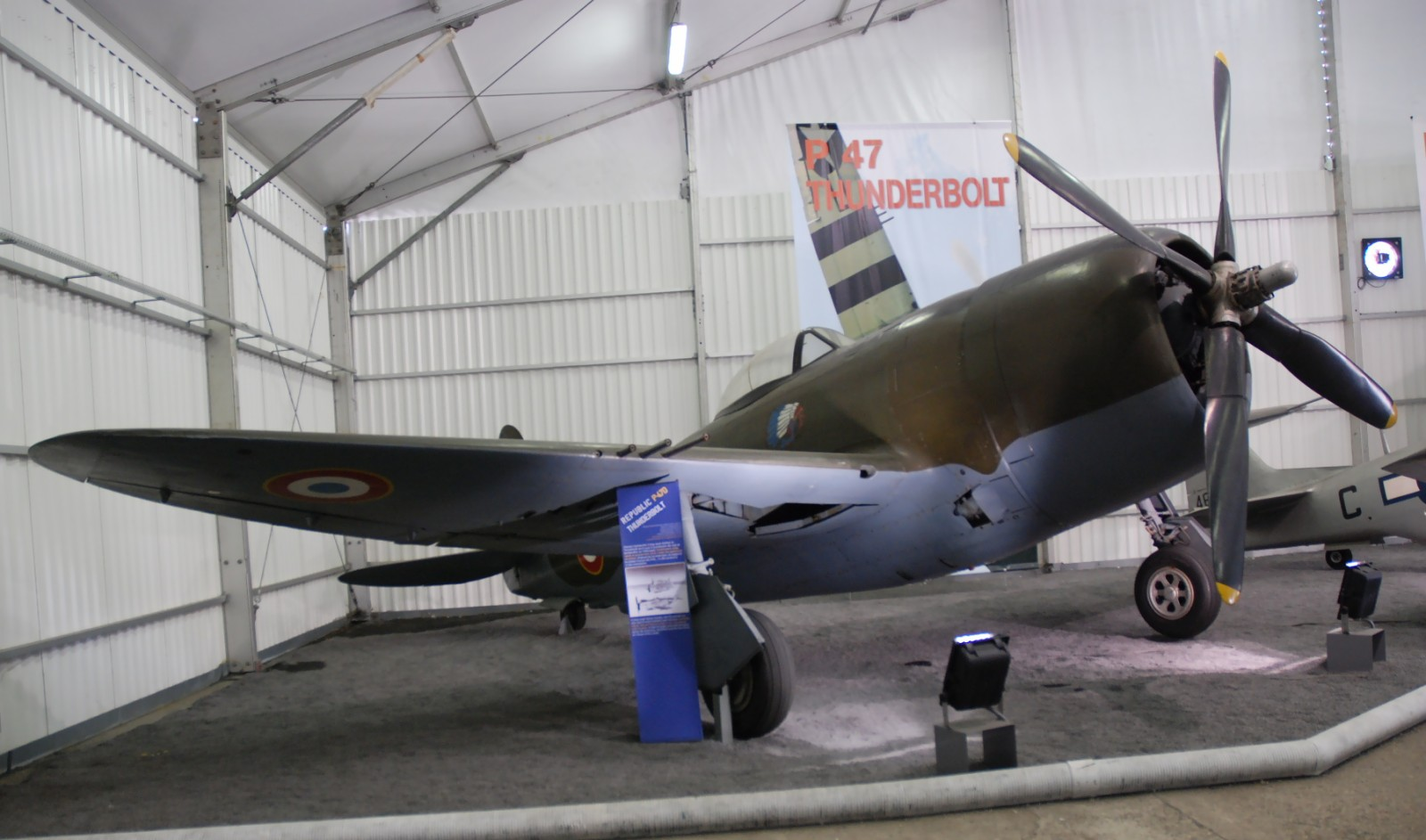
Un P-47 au musée de l’Air et de l’Espace, Le Bourget.

En France, le G.C. 3/6 est d’abord basé à Salon-de-Provence (2 septembre 1944). Le terrain étant impraticable, surtout l’hiver, il émigre vers Istres-Le Vallon (12 octobre). Le Coastal n’est pas complètement abandonné, mais le Tactical Command va prendre désormais la plus grande part : missions sur l’Italie du nord-ouest, jusqu’au méridien de Turin, consistant à bombarder ponts ou  casernements et à mitrailler des véhicules. Le 8 décembre 1944, les Airacobra sont remplacés par des P-47 Thunderbolt.
Trois pilotes trouvent la mort, au cours de cette campagne d’Italie.

### Campagne d’Allemagne  et campagne de Bordeaux
Le 28 mars 1945, le groupe rejoint la 3e Escadre à Luxeuil pour participer à la campagne d’Allemagne, sur le secteur de la 1re Armée française, entre Rhin et Suisse, méridien est du lac de Constance et parallèle de Karlsruhe. Ce sont des missions de bombardement et de mitraillage. Elles vont durer jusqu’à l’armistice, avec une interruption de huit jours...
Car, du 13 au 20 avril, le G.C. 3/6  participe avec la 3e Escadre à la libération de l’embouchure de la Gironde. Basé à Mérignac, il opère dans le secteur de Royan et de la Pointe de Grave, et sur La Rochelle.
De retour à Luxeuil, il reprend les opérations de reconnaissance armée sur le sud-ouest de l'Allemagne, au profit de la 1re Armée française. Le 29 avril, il est à Strasbourg-Entzheim où il se trouve le 8 mai, jour de la capitulation de l’Allemagne. Il est dissous à Trèves. Il cesse officiellement d'exister le 1er avril 1946.
Il compte au total 16 tués, 4 disparus et 3 blessés. Il a effectué 5 011 sorties, représentant 10 491 heures de vol. Il a largué 610 tonnes de bombes. Il a remporté 49 victoires, dont 9 probables.

## Commandement

### Commandants de groupe
- Commandant de Place, 1er mai 1939
- Commandant Castanier, 8 décembre 1939
- Commandant Stehlin, 25 mai 1940
- Commandant de Rivals-Mazères, 15 octobre 1940
- Commandant Geille, 20 décembre 1940
- Commandant de Rivals-Mazères, 20 septembre 1941
- Commandant Naudy, 15 novembre 1941
- Commandant Destaillac, 1er janvier 1942
- Commandant Viguier, 12 juillet 1943
- Commandant Labit, 17 novembre 1943
- Commandant Clausse, 8 mars 1944 à 8 mai 1945

### Chefs d’escadrille

#### 5eEscadrille
- Lieutenant Jacobi, 1er mai 1939
- Capitaine Sautier, 13 juin 1941
- Capitaine Martin, novembre 1942
- Capitaine Rupied, 8 janvier 1944 à 8 mai 1945

#### 6eEscadrille
- Lieutenant Guerrier, 1er mai 1939
- Capitaine Richard, 3 mars 1941
- Lieutenant Thierry, 26 mai 1943
- Lieutenant Boillot, 29 août 1943
- Capitaine Demoulin, 19 janvier 1944
- Capitaine Gatard, 21 novembre 1944 à 8 mai 1945

#### 3eEscadrille
Lieutenant Le Gloan, 29 juin à 11 septembre 1943

## Célébrités
- Capitaine André Chainat, commandant en second. As de la Première Guerre mondiale, 16 victoires, dont 11 homologuées.
- Capitaine Jean Assolant, 5e Escadrille. Pilote de l’Oiseau Canari lors de la première traversée française de l’Atlantique Nord, le 13 juin 1929.
- Lieutenant Pierre Le Gloan, 5e Escadrille, 21 victoires, dont 18 homologuées : 14 sur Dewoitine D.520, 5 en une sortie.
- Adjudant Gabriel Mertzisen, 5e Escadrille. Rejoint le 7 janvier 1944 l'escadron Normandie-Niemen. 9 victoires, dont 8 homologuées : 4 au GC 3/6, 4 au Normandie-Niemen.
- Lieutenant Charles Goujon, 5e Escadrille, 5 victoires. Pilote d’essai, mort en s’éjectant du Trident le 20 mai 1957.

## Citations
Deux citations à  l'ordre de l'Armée aérienne, comportant l'attribution de la Croix de Guerre avec deux palmes, pour l'ensemble de ses campagnes 1939-1945.

## Traditions

### Masque de tragédie
L’insigne « Tragedia » a été successivement porté par :
- la 5e escadrille du G.C. III/6, du 15 février 1940 au 1er août 1943 ;
- la 5e escadrille du G.C. 3/6 Roussillon, du 1er août 1943 au 1er janvier 1944 ;
- la 1re escadrille du G.C. 3/6 Roussillon, du 1er janvier 1944 au 1er avril 1946 ;
- la 5e escadrille du G.M. III/6 Roussillon, du 2 mai 1950 au 18 juillet 1950 ;
- la 1re escadrille du G.M. III/6 Roussillon, du 18 juillet 1950 au 1er août 1952 ;
- la 1re escadrille de l'E.C. 1/11 Roussillon, du 1er août 1952 au 31 juillet 1994 ;
- la 3e escadrille de l'E.C. 3/11 Corse, du 1er août 1994 au 31 juillet 1996.

### Masque de comédie
L’insigne « Commedia » a été successivement porté par :
- la 6e escadrille du G.C. III/6, du 15 février 1940 au  1er août 1943 ;
- la 6e escadrille du G.C. 3/6 Roussillon, du 1er août 1943 au  1er janvier 1944 ;
- la 2e escadrille du G.C. 3/6 Roussillon, du 1er janvier 1944 au 1er avril 1946 ;
- la 6e escadrille du G.M. III/6 Roussillon, du 2 mai 1950 au 18 juillet 1950 ;
- la 2e escadrille du G.M. III/6 Roussillon, du 18 juillet 1950 au 1er août 1952 ;
- la 2e escadrille de l'E.C. 1/11 Roussillon, du   1er août 1952 au 31 juillet 1994 ;
- la 3e escadrille de l'E.C. 2/11 Vosges, du   1er août 1994 au 25 juin 1997.

## Sources
- Groupe de chasse 3/6 Roussillon, plaquette-souvenir éditée lors de la dissolution du groupe.
- Aéro-Journal, n° 26, 27, 28, août à décembre 2002.